# Bulgan Airport (flygplats i Mongoliet, Chovd)
Bulgan Airport är en flygplats i Mongoliet.   Den ligger i distriktet Bulgan och provinsen Chovd, i den västra delen av landet, 1 200 km väster om huvudstaden Ulaanbaatar. Bulgan Airport ligger 1 190 meter över havet.
Terrängen runt Bulgan Airport är varierad.  Trakten runt Bulgan Airport är nära nog obefolkad, med mindre än två invånare per kvadratkilometer. Trakten runt Bulgan Airport är ofruktbar med lite eller ingen växtlighet.